# Alekseev

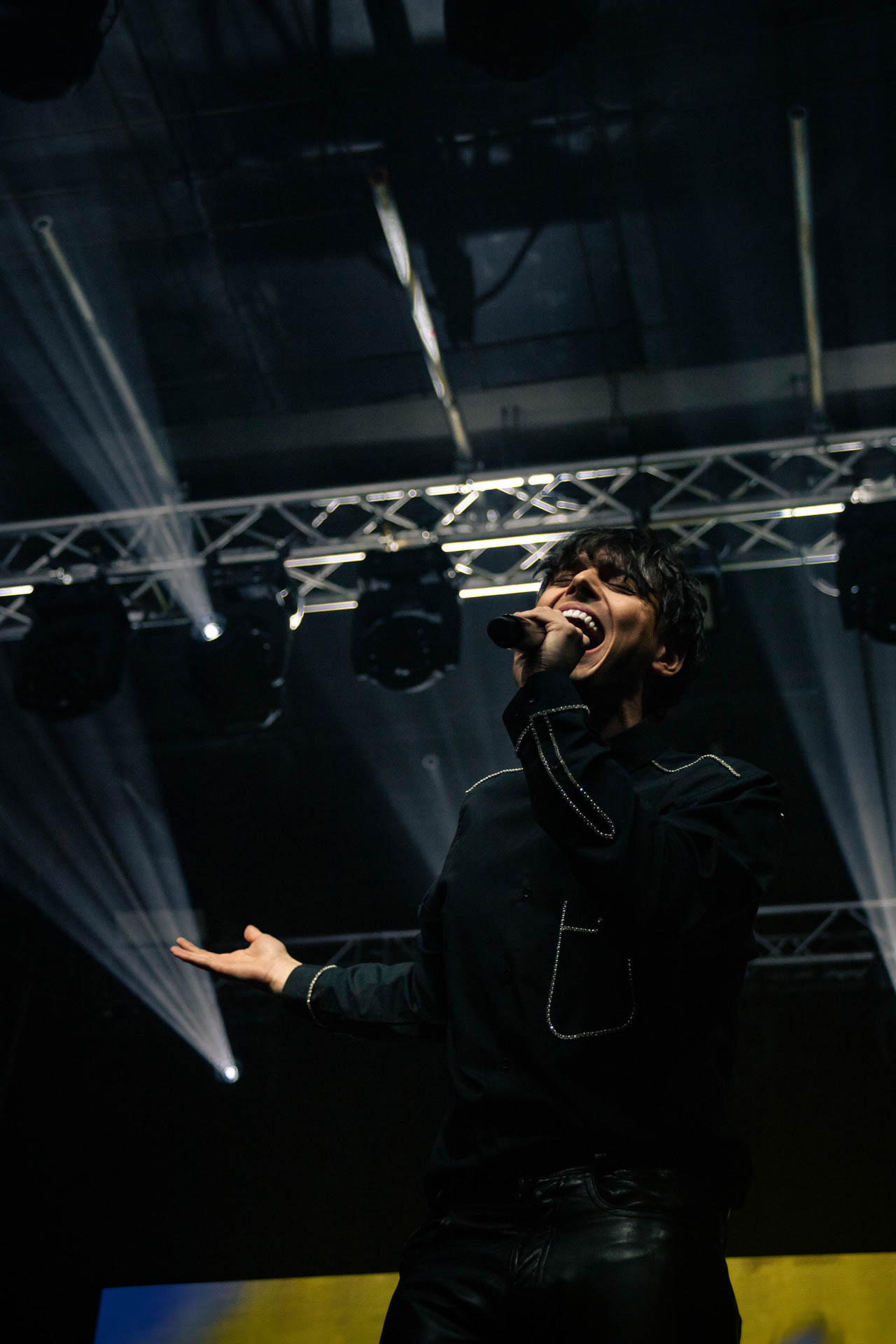
Alekseev Ukrsongproject 2022

Алєксє́єв Мики́та Володи́мирович (сценічне ім'я Alekseev, нар. 18 травня 1993, Київ) — український співак, півфіналіст четвертого сезону телевізійного шоу «Голос країни», лауреат премії «YUNA 2016» як «Відкриття року». Відомий українському глядачу насамперед через композиції «А я пливу» (переспів пісні Ірини Білик), кліп на яку має понад 6 мільйонів переглядів на «YouTube», та російськомовну композицію «Пьяное солнце», що має 52 мільйони переглядів і отримала премії російського каналу RU.TV та премію МУЗ-ТВ. Також стали популярними його пісні «Снов осколки», «Океанами стали», «Чувствую душой». Представник Білорусі на Пісенному конкурсі Євробачення 2018 з піснею «Forever».

## Життєпис
Народився 18 травня 1993 року у місті Київ, навчався у 136-й гімназії. Серед музичних вподобань дитинства виконавець відзначає музику Queen, Led Zeppelin, Майкла Джексона, Джастіна Тімберлейка і Джорджа Майкла. Крім уроків з вокалу, займався великим тенісом. Вищу освіту здобув за спеціальністю «Маркетинг».
Популярність до співака прийшла після виходу до фіналу проєкту «Голос країни». Першою успішною композицією для виконавця стала пісня «А я пливу» із репертуару Ірини Білик, на яку було знято кліп, що протягом кількох тижнів тримався на першому місці в чарті FDR. Крім цього, на пісню був випущений ремікс, створений гуртом «Mozgi». Сама Ірина Білик позитивно відзначила виконання Alekseeva, запросивши його співати на свій концерт «БИЛЫК. ЛЕТО. ТАНЦУЕМ»:
|  | Мені дуже приємно бачити свою пісню в твоєму виконанні на перших позиціях всіх престижних радіочартів. Я бажаю тобі зустріти на своєму творчому шляху таких же професійних людей, які колись допомогли і мені відбутися як співачці!. |

У жовтні 2015 року Alekseev презентував шанувальникам нову пісню — «Пьяное солнце», слова до якої написав Віталій Куровський, а музику — Руслан Квінта. Уже наступного місяця розпочалися зйомки нової відеороботи на цю пісню, режисером якої став Алан Бадоєв. За сюжетом виконавець вбиває своє alter ego після розлуки з дівчиною. Наприкінці травня пісня отримала нагороду російського телеканалу RU.TV як «Найкраща композиція року», стала першою російськомовною композицією, що ввійшла до рейтингу TOP-100 Shazam. Пісня також отримала значний комерційний успіх, адже була завантажена з iTunes понад 100 000 разів, набувши статусу платинового синглу.. За підсумками року отримав премію YUNA у категорії «Відкриття року».
У квітні 2016 року співак удруге привітав Ірину Білик з Днем народження, виконавши переспів її композиції «OMA» з однойменного альбому:
|  | Як і минулого року, так і сьогодні, я роблю це щиро і з великою любов'ю. У мене вдома лежить диск «Ома» 2000-го року випуску і там є багато пісень, які мені подобаються і я готовий одну за одною щороку їх співати в день народження Ірини. І взагалі, цей альбом - це був справжній прорив в музиці нашої країни. Упевнений, що слухачі того часу були набагато позаду музичного посилу Білик, тому може і недооцінили цю платівку. Я хочу своєму поколінню в різних країнах розповісти про цю співачку, її музику і талант. Завжди буду пам'ятати, що саме пісня «А я пливу» відкрила мене глядачам. Вірю в магічні властивості пісень Ірини Білик і щиро бажаю невичерпної енергії та натхнення на всі часи. |

Через місяць відбулася презентація альбому «Пьяное солнце» у київському концерт-холлі Bel etage. У червні 2016 року співак переміг у номінації «Прорив року» російської премії МУЗ-ТВ, випередивши «Время и стекло»", Ханну, «Artik & Asti» і Юліанну Караулову.
Новий кліп Алана Бадоєва, знятий на пісню «Снов Осколки», був високо оцінений глядачами, отримавши понад 100 тисяч переглядів у «YouTube» у перший же день. Наступна відеоробота співака, створена тим же режисером, знята на пісню «Океанами стали».
У 2017 році співак презентував новий кліп на композицію «Чувствую душой» за мотивами роману «Портрет Доріана Грея» Оскара Вайлда. Режисером виступив Алан Бадоєв, зйомки проходили в Каліфорнії, в основному в Лос-Анджелесі. Партнеркою по знімальному майданчику і головною героїнею кліпу стала американська модель та актриса Іоланда Тьєн. Також Alekseev зіграв епізодичну роль самого себе у мелодрамі «Мама для Снігуроньки»:
|  | Коли мені подзвонили і запропонували знятися хоча б у маленькій, але дуже важливій за сюжетом ролі, я погодився. Це мій дебют у кіно. І я хотів би повторити цей досвід, але наступного разу зіграти не самого себе, не артиста або музиканта, а приміряти зовсім інший образ, перевтілитися. |

12 листопада 2022 року став Хед-лайнером гала-концерту у Міжнародному дитячому пісенному фестивалi «United Kids Festival» організованому Русланом Квінта у польському місті Забже, який регулярно проводять в різних країнах Європи, з метою збереження та популяризації української культури за кордоном.

## Євробачення-2018
16 лютого 2018 року на фінальному етапі Національного відбору, співак обраний представником Білорусі на Євробаченні-2018 в Португалії з композицією Forever.
На конкурсі у Португалії співак виступив восьмим у першому півфіналі і не потрапив до фіналу.

## Особисте життя
З 2018 по 2024 рік зустрічався зі співачкою Уляною Сінецькою..

## Дискографія

### Студійні альбоми
| Назва         | Інформація                                                               |
| ------------- | ------------------------------------------------------------------------ |
| Пьяное солнце | - Реліз: 2 грудня 2016 - Лейбл: Zion Music - Формат: Цифрова дистрибуція |

### Міні-альбоми (EP's)
| Назва                   | Інформація                                                                |
| ----------------------- | ------------------------------------------------------------------------- |
| Пьяное солнце (Remixes) | - Реліз: 20 січня 2017 - Лейбл: Zion Music - Формат: Цифрова дистрибуція  |
| Держи (EP)              | - Релиз: 25 лютого 2017 - Лейбл: Zion Music - Формат: Цифрова дистрибуція |
| «Forever (EP)»          | - Релиз: 23 квітня 2018 - Лейбл: Zion Music - Формат: Цифрова дистрибуція |

### Пісні для інших виконавців
| Назва     | Інформація                                                                                 |
| --------- | ------------------------------------------------------------------------------------------ |
| Мира мало | - Реліз: 29 листопада 2019 - Лейбл: Sony Music Entertainment - Формат: Цифрова дистрибуція |

## Музичні відео
| Рік  | Назва                 | Режисер                      |
| ---- | --------------------- | ---------------------------- |
| 2014 | Все успеть (рос.)     | 1+1 Production               |
| 2015 | А я пливу (укр.)      | Ілларіон Єфремов, Яна Мазана |
| 2015 | Пьяное солнце (рос.)  | Алан Бадоєв                  |
| 2016 | OMA (укр.)            | Ілларіон Єфремов             |
| 2016 | Снов осколки (рос.)   | Алан Бадоєв                  |
| 2016 | Чувствую душой (рос.) | Алан Бадоєв                  |
| 2016 | Океанами стали (рос.) | Алан Бадоєв                  |
| 2018 | Forever (англ.)       | Алан Бадоєв                  |
| 2018 | Навсегда (рос.)       | Алан Бадоєв                  |
| 2018 | Сберегу (рос.)        | FRANKENSTEIN                 |

## Фільмографія
| Рік  |   | Українська назва     | Оригінальна назва | Роль  |
| ---- | - | -------------------- | ----------------- | ----- |
| 2017 | ф | Мама для Снігуроньки |                   | камео |

## Нагороди
- YUNA, «Відкриття року» (2016)[4]
- Музична премія RU.TV, «Найкраща композиція року» — «Пьяное солнце» (2016)[5]
- Премія Муз-ТВ, номінація «Прорив року» (2016)[5]
- M1 Music Awards, номінація «Прорив року» (2016)[26]
- Top Hit Music Awards, перемога у номінації «Пісня року (змішаний вокал)» (2021) за пісню «Поруч» (feat. Kazka)

## Скандали
Співак, разом із такими виконавцями як «ВІА Гра», Йолка, Віра Брежнєва та LOBODA, у 2016 році узяв участь у концерті «Big Love Show» у Москві, який був присвячений Дню закоханих.